# GM L
GM L (также называемая L-body или L car) — платформа американской корпорации General Motors для компактных автомобилей с переднеприводной компоновкой, выпускавшаяся с 1987 по 1996 год.

## Описание
Платформа GM L была очень похожа на платформу GM N; тем не менее, первое поколение автомобилей на платформе N было спроектировано компанией Oldsmobile, в то время как автомобили на платформе L были спроектированы компанией Chevrolet. Автомобили, выпускавшиеся на платформе GM L, имели заднюю подвеску с поворотной балкой и переднюю подвеску Макферсон. Колёсная база — 263 см.
Платформы L и N пришли на смену платформе GM X, на которой, среди прочих, был основан Chevrolet Citation.

## Транспортные средства
- 1987—1996 Chevrolet Beretta[1]
- 1987—1996 Chevrolet Corsica[2]
- 1987—1991 Pontiac Tempest (Канада)[3]